# Eva Fischer (Autorin)
Eva Fischer (* 1951 in Linz; † 1. April 2023) war eine österreichische Autorin.

## Ausbildung und Beruf
Eva Fischer schloss das Studium der Sozialwirtschaftslehre an der Johannes Kepler Universität Linz 1995 ab. Ihre Diplomarbeit schrieb sie zum Thema Meine Kunst ist Befreiungspolitik! Es ist eine Annäherung an die Arbeit von Joseph Beuys aus dem Blickwinkel der Gesellschaftspolitik. Danach studierte sie einige Semester Kunstgeschichte und Philosophie an der KTU Linz und in Salzburg. Sie besuchte den Lehrgang „Kreative Kultur- und Bildungsarbeit“ an der Pädagogischen Akademie des Bundes in Linz und arbeitete mehrere Jahre als Kunstvermittlerin mit dem Schwerpunkt auf Kunst des 20. Jahrhunderts und Gegenwartskunst.
Seit dem Jahr 2000 war sie selbst Autorin von Texten und Bildern. Ihre Intention war es, „eigensinnige“ Antworten auf philosophische Fragestellungen zu entwickeln.
Eva Fischer war verheiratet, hatte zwei Kinder und lebte in Kirchberg-Thening.

## Auszeichnungen
- 2005: Marianne-von-Willemer-Preis

## Werke
- 2001: Das Rosa rennt um sein Leben, Textminiaturen, Verlag Bibliothek der Provinz
- 2003: und überhaupt, Textminiaturen, Verlag Bibliothek der Provinz
- 2007: Vom Aufgehen der Wiesenknöpfe, Textminiaturen, Private Auflage
- 2012: Der Zufall blüht lila, Erkenntnispoetische Essenzen, Private Auflage
- 2016: Im Oberstübchen, Gedichte, Gespräche, Geschichten und Fragen, Resistenz-Verlag